# Савченко, Павел Павлович
Павел Павлович Савченко (1911—1943) — командир эскадрильи 110-го авиационного полка дальнего действия 12-й авиационной дивизии дальнего действия 7-го авиационного корпуса дальнего действия авиации дальнего действия, участник Великой Отечественной войны, майор, Герой Советского Союза (1944).

## Биография
Родился 15 февраля 1911 года в городе Ростов-на-Дону.
С детства начал работать — вначале подмастерьем в артели, потом арматурщиком на заводе «Ростсельмаш». Учился в вечерней школе рабочей молодёжи, окончил семилетку. По призыву Центрального Комитета Ленинского комсомола был направлен на учёбу в 1-ю Батайскую авиашколу ГВФ, которую успешно окончил в 1933 году. Работал пилотом в Уральском, а затем в Украинском управлении ГВФ. Был стахановцем «Аэрофлота» и неоднократно поощрялся за большие достижения в лётной работе. В 1939 году стал членом ВКП(б).
На фронте Великой Отечественной войны с июня 1941 года. В первые месяцы войны на своём пассажирском самолёте он доставлял продукты, медикаменты и обратным рейсом вывозил тяжелораненых красноармейцев и оставшихся без крова и родителей малолетних детей осажденного Ленинграда. Павел Савченко со своим экипажем бомбил войска Паулюса под Сталинградом, участвовал в Курской битве и в боях за Смоленск и Рославль, совершал полёты в глубокий тыл врага к партизанам.
Лётчик-бомбардировщик, командир эскадрильи 110-го авиационного полка дальнего действия, майор Савченко совершил 503 боевых вылета в глубокий тыл противника на бомбардировку скопления войск, железнодорожных узлов и аэродромов, складов боеприпасов, водных переправ. Доставлял грузы и боеприпасы партизанам.
Погиб при выполнении боевого задания 16 октября 1943 года, доставляя груз — боеприпасы и взрывчатку, предназначавшиеся партизанскому соединению Сабурова.

## Награды
- Медаль «Золотая Звезда» Героя Советского Союза (13.03.1944);
- два ордена Ленина (31.12.1942, 13.03.1944);
- орден Красного Знамени (23.02.1942);
- орден Отечественной войны 2-й степени (19.08.1942);
- медаль «За оборону Сталинграда» (22.12.1942).